# 振兴大道站 (徐州市)
振兴大道站是徐州地铁3号线的地铁车站，位于中华人民共和国江苏省徐州市鼓楼区驮篮山路与振兴大道交叉口，为3号线北端终点站，于2024年12月3日开通。

## 车站结构
振兴大道站沿驮篮山路东西设置，为地下二层岛式站台车站，车站长482.8米，宽19.7至35.0米，车站地下一层为站厅层，地下二层为站台层，站台设置全高站台门。车站西侧设置一条单渡线，东侧设置两条出入段线，连通后蟠桃村停车场。
| 地面              | 出入口 | 1、2、3、4出入口                                                                        |
| 地下一层          | 站厅   | 客服中心、自动售票机、验票机                                                            |
| 地下二层          | 站台   | \| \| \| █ 3号线往银山（蟠桃） \| \| 島式 · 開左邊车门 \| \| \| \| \| \| █ 3号线落客 \| |
|                   |        | █ 3号线往银山（蟠桃）                                                                   |
| 島式 · 開左邊车门 |        |                                                                                         |
|                   |        | █ 3号线落客                                                                             |

## 车站出口
振兴大道站共设4个出入口，各出口及周围设施如下所示：
| 出口编号            | 照片 | 出口指示         | 建议前往的目的地                                   |
| ------------------- | ---- | ---------------- | -------------------------------------------------- |
| 1 · 出口            |      | 振兴大道（东侧） | 江苏新迈机械有限公司，徐州巴特工程机械股份有限公司 |
| 2 · 出口 · （设有） |      | 驮篮山路（北侧） | 博途新能源(徐州)有限公司                           |
| 3 · 出口            |      | 驮篮山路（南侧） | 徐州安得物流园                                     |
| 4 · 出口            |      | 振兴大道（西侧） | 徐州徐工随车起重机有限公司                         |
| 图例： 设有         |      |                  |                                                    |

## 接驳交通

### 公交车
- 振兴大道地铁站：H310路

## 车站历史
本站工程名为后蟠桃村站，正式站名为振兴大道站，以车站横跨的振兴大道命名。
- 2023年
  - 4月27日，车站主体结构一期封顶[7]。
  - 6月28日，车站主体结构二期封顶[8]。
- 2024年12月3日，车站随3号线二期通车开通[1]。